# Distrito de Panchmahal
Panchmahal (en guyaratí; પંચમહાલ જિલ્લો ) es un distrito de India en el estado de Guyarat . Código ISO: IN.GJ.PM.
Comprende una superficie de 5 219 km².
El centro administrativo es la ciudad de Godhra.

## Demografía
Según censo 2011 contaba con una población total de 2 388 267 habitantes.